# Edmund Tilney
Edmund Tilney ou Tylney (h. 1536 - 1610) foi um cortesão, conhecido como mestre de cerimônias de Isabel I e Jaime I.
Era filho de Phillip Tilney, serviçal de Catarina Howard, que foi preso logo depois da queda da rainha. Aprendeu latim, francês, italiano e espanhol.
No filme Shakespeare in Love, é interpretado pelo ator Simon Callow, que fecha por imoralidade o teatro no qual uma mulher subiu em cena, tentando posteriormente fechar o teatro no qual se representava Romeu e Julieta.